# Monor
Monor je město v Maďarsku v župě Pest, nacházející se asi 21 km jihovýchodně od Budapešti. Je správním střediskem stejnojmenného okresu. V roce 2018 zde žilo 18 084 obyvatel, z nichž jsou 87,6% Maďaři.
Kolem Monoru protéká kanál Monori(24-es)-csatorna, který se vlévá do potoka Vasadi(2-es)-főcsatorna. Ten spolu s potokem Szilassy-csatorna vytvoří potok Vasadi-csatorna, který se vlévá do potoka Gyáli(1.)-csatorna, který taktéž pramení v Monoru. Ten se v Budapešti vlévá do Dunaje. 
Poblíže Monoru se taktéž nacházejí města Gyömrő, Pilis a Üllő. Pomocí silnic 4, 3111, 311 a 4605 se lze z Monoru dostat i do obcí Csévharaszt, Gomba, Monorierdő, Péteri a Vasad.

## Historie
Monor a jeho okolí bylo osídleno po poslední době ledové. Nejstarší stopy lidské kultury (kamenné sekery vystavené dnes v místním městském muzeu) pocházejí z mladší doby kamenné. V roce 2001 byly při výstavbě nové čistírny odpadních vod odkryty stopy osídlení a kultovního hřbitova z doby měděné (3200–2000 př. n. l.). Byly také nalezeny pozůstatky hřbitova Sarmatů. Jeden menší archeologický nález se vztahu na dobu příchodu Maďarů do Karpatské kotliny. V současné době je ve městě a okolí známo 12 archeologických nalezišť. Středověké město se rozvíjelo nejspíše v oblasti dnešní městské knihovny, zničeno bylo nejprve tatarským vpádem v roce 1241. V roce 1546 se turecké daňové záznamy zmiňují o existenci sídla, takže lze předpokládat, že v této době již bylo zahrnuto do území Osmanské říše v souvislosti s tureckým dobýváním Uher. I když postupně rostla suma, kterou místní správci od obyvatel vymáhali, byl Monor několikrát během turecké okupace opuštěn. V roce 1661 byl zcela zničen. Až na počátku 18. století došlo k opětovné kolonizaci a obnově sídla, které již roku 1701 čítalo přes sto obyvatel. Nedaleko původního Monoru se také nacházela Nová Ves (maďarsky Újfalu), která nicméně v této době zcela zanikla a její kostel v 19. století se změnil nejprve v ruiny a poté zcela zmizel. 
Během Rákócziho povstání bojovalo na straně protihabsburského vojska celkem 22 místních obyvatel. V první polovině 18. století byly podmínky velmi krušné; obyvatelstvo kosily časté epidemie moru a dalších nemocí. Počet obyvatel se tak pohyboval mezi několika desítkami až zhruba stovkou lidí. V roce 1753 do města přišli katoličtí kolonisté z Německa, kteří si zde o několik let později postavili vlastní kostel. Pro něj si přímo ve městě vypálili vlastní cihly.
V roce 1941 žilo v Monoru 344 Židů, což představuje asi 3 procenta populace. Po německé okupaci Maďarska v březnu 1944 maďarská správa zřídila ghetto a navíc bylo v cihelně zadrženo asi 8 000 Židů z okolí. Začátkem července byli vězni ghetta deportováni do koncentračního tábora v Osvětimi.
Roku 1984 byla uskutečněna plynofikace Monoru.
V roce 2019 byl v Monoru zahájen pilotní projekt smart city, který z něj měl udělat tzv. "chytré město".

## Kultura a rekreace
Monor má vlastní městské lázně.

## Doprava
Severně od města prochází dálnice M4. Středem Monoru poté vede hlavní železniční trať z Budapešti do Ceglédu a dále na jihovýchod země.

## Školství
V Monoronu je pět základních škol a dvě střední školy. V samotném městě jsou tři základní hudební školy, z toho dvě soukromé.

## Osobnosti
- István Borzsák (1914–2007), filolog
- Judit Topál (* 1943), archeoložka